# Joe Gallo
Joseph (Joe) Gallo (Brooklyn, 7 april 1929 – Manhattan, 7 april 1972) was een Amerikaanse maffioso die deel uitmaakte van de misdaadfamilie Profaci, die later bekend zou worden als de familie Colombo. Zijn bijnamen luidden Crazy Joe en Joe the Blond.

## Biografie

### Jeugd en familie
Joe Gallo werd in 1929 geboren in Red Hook, een wijk in Brooklyn (New York), als de zoon van Umberto en Mary Gallo. Zijn vader was tijdens de drooglegging actief als illegale drankhandelaar en had er geen bezwaar tegen dat ook Joe en diens broers Larry en Albert criminelen werden. In 1949 zag de toen twintigjarige Gallo de misdaadfilm Kiss of Death (1947), waarna hij zich begon te gedragen als het gangsterpersonage van acteur Richard Widmark.
Zijn broers Larry en Albert Gallo waren eveneens criminelen. Daarnaast had hij ook een zus, Carmella. In 1960 stapte hij voor het eerst in het huwelijksbootje met Jeffie Lee Boyd, een danseres uit Las Vegas. Enkele jaren later scheidde hij van haar. In juli 1971 hertrouwden de twee, maar na reeds enkele maanden liep hun huwelijk opnieuw op de klippen. Ze kregen samen een dochter, Joie. In maart 1972 huwde hij met de 29-jarige actrice Sina Essary.
Zijn bijnaam luidde Joe the Blond, omwille van zijn blonde borsthaar. In 1950 werd tijdens een onderzoek in Kings County Hospital Center vastgesteld dat hij aan paranoïde schizofrenie leed. Die diagnose, in combinatie met zijn roekeloos gedrag en het feit dat hij een oorlog begon met zijn eigen maffiabazen, leverde hem later ook de bijnaam Crazy Joe op.

### Misdaadcarrière
Gallo begon zijn misdaadcarrière als een soldaat van de misdaadfamilie Profaci, die geleid werd door maffiabaas Joe Profaci. Hij voerde moorden uit en verdiende geld met afpersingen, loterijen en kaart- en gokspelen. Zijn hoofdkwartier was een appartement in de President Street in Brooklyn. In enkele jaren bezat hij verschillende nachtclubs en sweatshops waar tientallen vrouwen werkten en maatpakken maakten.
In 1957 zou hij door Profaci ingehuurd zijn om de beruchte maffiabaas Albert Anastasia te vermoorden. Op 25 oktober 1957 werd Anastasia in een kapsalon in Manhattan doodgeschoten door twee gemaskerde mannen. Tot op heden is het niet zeker wie de schutters waren. Sommige bronnen beweren dat Gallo verantwoordelijk was voor de moord, een andere theorie meent dat de schutters afkomstig waren van de misdaadfamilie Patriarca uit New England. Maffioso Carmine Persico beweerde ooit dat hij de moord samen met Gallo had uitgevoerd.
Een jaar na de moord stelde de Amerikaanse Senaat een comité samen om georganiseerde misdaad te onderzoeken. Een van de onderzoekers van het comité, dat geleid werd door senator John L. McClellan, was Robert F. Kennedy. Gallo en zijn broers werden gedagvaard en moesten in Washington D.C. komen getuigen. Tijdens een bezoek aan het kantoor van Kennedy flirtte Gallo met de secretaresse en maakte hij de opmerking dat Kennedy's tapijt ideaal was om een dobbelspel op te spelen. De getuigenissen van Gallo en zijn broers leverden geen nuttige informatie op.

### Eerste familieoorlog
Begin 1961 probeerde Gallo, die vond dat hij in het misdaadmilieu van Brooklyn te veel over het hoofd werd gezien, om de bazen van de familie Profaci te ontvoeren. Profaci zelf wist te ontsnappen, maar zijn zwager en onderbaas Joseph Magliocco en vier capo's werden wel ontvoerd. Na enkele weken onderhandelen bereikten Profaci en Gallo een akkoord over de vrijlating van de ontvoerde maffiosi.
Profaci nam nadien wraak door enkele handlangers van Gallo te vermoorden. Joe Gioelli werd in mei 1961 doodgeschoten en gedumpt voor de ingang van een restaurant dat regelmatig bezocht werd door Gallo. In augustus 1961 werd een poging ondernomen om zijn broer Larry Gallo te wurgen, maar het plan werd in extremis gedwarsboomd door een voorbijwandelende politieagent.
Gallo en zijn handlangers trokken zich terug in hun zwaarbeveiligde hoofdkwartier in de President Street en naarmate de oorlog tussen de twee groeperingen vorderde, werd het steeds moeilijker voor Gallo om zaken af te handelen en geld te verdienen. Gallo probeerde een café-uitbater af te persen, maar de man lichtte de politie in, waarop Gallo gearresteerd en veroordeeld werd. In december 1961 kreeg hij een gevangenisstraf van zeven tot veertien jaar.

### Gevangenschap
Tijdens zijn verblijf in de gevangenis raakte hij bevriend met de Afro-Amerikaanse drugsdealer Leroy Barnes. Door zijn goede relatie met zwarte medegevangenen keken verscheidene maffiosi op hem neer. Na zijn vrijlating zou hij ook regelmatig een beroep doen op zwarte criminelen. Tijdens zijn gevangenschap stierf Profaci aan kanker en werd de oorlog met de Gallo's voortgezet door onderbaas Magliocco. In 1963 werd er een vredesakkoord bereikt, waarna Magliocco vervangen werd door Joseph Colombo en de familie Profaci veranderde in de familie Colombo.

### Vrijlating
In 1971 werd Gallo vrijgelaten, waarna hij huwde met actrice Sina Essary. Op die manier kwam hij in contact met een hogere sociale klasse. Hij raakte bevriend met onder meer acteur Jerry Orbach en diens echtgenote, actrice Joan Hackett, komiek David Steinberg en scenarioschrijver Peter Stone. Gallo en Essary verhuisden ook van Brooklyn naar de artistieke wijk Greenwich Village.

### Tweede familieoorlog
Gallo kreeg na zijn vrijlating als geschenk 1.000 dollar aangeboden van Colombo, maar Gallo eiste 100.000 dollar of het vredesakkoord, dat tijdens zijn gevangenschap bereikt werd, zou verbroken worden. Doordat hij Colombo's geschenk weigerde, werd besloten om hem te vermoorden.
Colombo werd echter eerst zelf het slachtoffer van een moordaanslag. Op 28 juni 1971 werd de maffiabaas op Columbus Circle neergeschoten door Jerome A. Johnson, een zwarte schutter die zich vermomd had als fotograaf. Colombo overleefde de schietpartij, maar belandde in een coma en zou niet meer herstellen. Na een onderzoek concludeerde de politie dat Johnson alleen had gehandeld en geen banden had met de georganiseerde misdaad. De familie Colombo was er echter van overtuigd dat Gallo, die in de gevangenis een goede relatie met zwarte criminelen had opgebouwd, verantwoordelijk was voor de schietpartij.

### Dood
Op 7 april 1972 werd Gallo in een restaurant in Little Italy doodgeschoten door enkele huurmoordenaars van de familie Colombo. De maffioso was samen met zijn familie en enkele vertrouwelingen zijn 43e verjaardag aan het vieren. Even voordien had hij enkele optredens in de beruchte nachtclub Copacabana bijgewoond. Daar had hij komiek Don Rickles uitgenodigd om hem later die avond te vergezellen tijdens een etentje, maar de komiek verzon een excuus zodat hij niet hoefde mee te gaan.
Bij het binnenwandelen van het restaurant werd Gallo opgemerkt door Joseph Luparelli, een lid van de familie Colombo. Die wandelde enkele straten verder naar een restaurant van zijn misdaadorganisatie, waar hij enkele leden van de familie Colombo optrommelde om Gallo te vermoorden.
Enkele schutters liepen tijdens het verjaardagsetentje het restaurant binnen en openden het vuur. Gallo liep tijdens de schietpartij naar de voordeur. Hij werd meermaals geraakt, strompelde de straat op en zakte in elkaar. Hij werd naar het ziekenhuis overgebracht, waar hij op de spoedafdeling dood werd verklaard.
Luparelli vluchtte na de moord naar Californië en sloot zich aan bij de Witness Protection Program van de FBI. Hij onthulde wie de daders van de moord op Gallo waren, maar omdat zijn getuigenis niet als geloofwaardig werd beschouwd en er geen bewijs was voor zijn getuigenis, werd er uiteindelijk niemand in staat van beschuldiging gesteld.
In 2003 beweerde de Iers-Amerikaanse huurmoordenaar Frank Sheeran dat hij Gallo in zijn eentje had doodgeschoten. De meeste bronnen gaan er echter van uit dat Gallo vermoord werd door enkele Italo-Amerikaanse leden van de familie Colombo en/of Patriarca.

## In populaire cultuur
- Gallo is het onderwerp van het nummer "Joey" van Bob Dylan en Jacques Levy, dat in 1976 op het album Desire werd uitgebracht.
- In 1974 werd hij door Peter Boyle vertolkt in de misdaadfilm Crazy Joe.
- Verschillend elementen uit het leven en de misdaadcarrière van Gallo werden als basis gebruikt voor scènes in de trilogie The Godfather.
- Gallo wordt ook vermeld in de maffiafilm Goodfellas (1990).
- In The Irishman (2019) wordt hij vertolkt door Sebastian Maniscalco.